# متلألئة (نبات)
المتلألئة أو اللَّامِعة (الاسم العلمي:Luzula) هي جنس من النباتات تتبع الفصيلة الأسلية من رتبة القبئيات.

## أنواع نبات المتلألئة
- متلألئة ثلجية
- متلألئة حرجية
- متلألئة حقلية
- متلألئة سفواء
- متلألئة شاحبة
- متلألئة شعرية
- متلألئة صغيرة الأزهار
- متلألئة صفراء
- متلألئة طويلة الأزهار
- متلألئة كنارية
- متلألئة متشعبة
- متلألئة متعددة الأزهار
- متلألئة مستدقة
- متلألئة مشعرة
- متلألئة ناصعة
- متلألئة وبرية
- متلألئة أبخازية
- متلألئة أجمية
- متلألئة أسترالاسية
- متلألئة أطلسية
- متلألئة أفريقية
- متلألئة ألبية
- متلألئة أنيقة
- متلألئة بابويانية
- متلألئة بركانية
- متلألئة بسيطة
- متلألئة بصيلية
- متلألئة بيروفية
- متلألئة بيضوية
- متلألئة تايوانية
- متلألئة ثعلبية
- متلألئة جرداء
- متلألئة جنوبية
- متلألئة حادة الأوراق
- متلألئة حبشية
- متلألئة حمراء
- متلألئة خادعة
- متلألئة دقيقة الأوراق
- متلألئة رخوة
- متلألئة رفيعة الأوراق
- متلألئة رؤيسية
- متلألئة ريشية
- متلألئة شوكية
- متلألئة شيلية
- متلألئة صدئية
- متلألئة صرودية
- متلألئة طوروسية
- متلألئة عثكولية
- متلألئة عملاقة
- متلألئة غرونلندية
- متلألئة فلبينية
- متلألئة فورموزية
- متلألئة قاتمة
- متلألئة قزمية
- متلألئة قصيرة الأوراق
- متلألئة قطبية جنوبية
- متلألئة قليلة الأزهار
- متلألئة كثيفة الأزهار
- متلألئة كولنسوية
- متلألئة لاطئة
- متلألئة لبنية اللون
- متلألئة مانية
- متلألئة متقوسة
- متلألئة محززة
- متلألئة محيرة
- متلألئة مرتفعة
- متلألئة مزخرفة
- متلألئة مزدحمة
- متلألئة مسننة
- متلألئة مصفرة
- متلألئة مضللة
- متلألئة معنقدة
- متلألئة مفترشة
- متلألئة هندية
- متلألئة يابانية
- متلألئة بوغدانية
- متلألئة ثعلبانية
- متلألئة سوداء الثمار
- متلألئة غايانية
- متلألئة غير متساوية
- متلألئة متوسطة
- متلألئة هجينة